# Saint-Martin-de-Fontenay
Saint-Martin-de-Fontenay és un municipi francès situat al departament de Calvados i a la regió de Normandia. L'any 2007 tenia 2.188 habitants.

## Demografia

### Població
El 2007 la població de fet de Saint-Martin-de-Fontenay era de 2.188 persones. Hi havia 767 famílies de les quals 140 eren unipersonals (55 homes vivint sols i 85 dones vivint soles), 271 parelles sense fills, 305 parelles amb fills i 51 famílies monoparentals amb fills.
La població ha evolucionat segons el següent gràfic:
Habitants censats

### Habitatges
El 2007 hi havia 817 habitatges, 803 eren l'habitatge principal de la família, 4 eren segones residències i 10 estaven desocupats. 784 eren cases i 30 eren apartaments. Dels 803 habitatges principals, 642 estaven ocupats pels seus propietaris, 155 estaven llogats i ocupats pels llogaters i 6 estaven cedits a títol gratuït; 4 tenien una cambra, 36 en tenien dues, 91 en tenien tres, 211 en tenien quatre i 460 en tenien cinc o més. 664 habitatges disposaven pel capbaix d'una plaça de pàrquing. A 315 habitatges hi havia un automòbil i a 427 n'hi havia dos o més.

### Piràmide de població
La piràmide de població per edats i sexe el 2009 era:
| Homes | Edats   | Dones |
| ----- | ------- | ----- |
| 0     | 95 o +  | 8     |
| 0     | 90 a 94 | 8     |
| 4     | 85 a 89 | 28    |
| 8     | 80 a 84 | 12    |
| 12    | 75 a 79 | 28    |
| 24    | 70 a 74 | 40    |
| 52    | 65 a 69 | 48    |
| 72    | 60 a 64 | 48    |
| 52    | 55 a 59 | 64    |
| 64    | 50 a 54 | 64    |
| 84    | 45 a 49 | 72    |
| 104   | 40 a 44 | 88    |
| 68    | 35 a 39 | 104   |
| 40    | 30 a 34 | 32    |
| 44    | 25 a 29 | 36    |
| 64    | 20 a 24 | 44    |
| 76    | 15 a 19 | 100   |
| 96    | 10 a 14 | 68    |
| 52    | 5 a 9   | 72    |
| 24    | 0 a 4   | 28    |

## Economia
El 2007 la població en edat de treballar era de 1.413 persones, 1.042 eren actives i 371 eren inactives. De les 1.042 persones actives 975 estaven ocupades (514 homes i 461 dones) i 68 estaven aturades (28 homes i 40 dones). De les 371 persones inactives 160 estaven jubilades, 143 estaven estudiant i 68 estaven classificades com a «altres inactius».

### Ingressos
El 2009 a Saint-Martin-de-Fontenay hi havia 901 unitats fiscals que integraven 2.404,5 persones, la mediana anual d'ingressos fiscals per persona era de 19.452 €.

### Activitats econòmiques
Dels 97 establiments que hi havia el 2007, 1 era d'una empresa extractiva, 1 d'una empresa alimentària, 4 d'empreses de fabricació d'altres productes industrials, 21 d'empreses de construcció, 24 d'empreses de comerç i reparació d'automòbils, 5 d'empreses de transport, 4 d'empreses d'hostatgeria i restauració, 2 d'empreses d'informació i comunicació, 3 d'empreses financeres, 5 d'empreses immobiliàries, 9 d'empreses de serveis, 12 d'entitats de l'administració pública i 6 d'empreses classificades com a «altres activitats de serveis».
Dels 33 establiments de servei als particulars que hi havia el 2009, 1 era una oficina bancària, 1 funerària, 5 tallers de reparació d'automòbils i de material agrícola, 6 paletes, 4 fusteries, 5 lampisteries, 2 electricistes, 2 empreses de construcció, 3 perruqueries, 2 restaurants i 2 agències immobiliàries.
Dels 9 establiments comercials que hi havia el 2009, 1 era un hipermercat, 1 un supermercat, 1 una botiga de menys de 120 m², 1 una fleca, 1 una peixateria, 1 una sabateria, 1 una botiga d'electrodomèstics i 2 floristeries.
L'any 2000 a Saint-Martin-de-Fontenay hi havia 11 explotacions agrícoles que ocupaven un total de 1.072 hectàrees.

## Equipaments sanitaris i escolars
L'únic equipament sanitari que hi havia el 2009 era una farmàcia.
El 2009 hi havia una escola elemental. Saint-Martin-de-Fontenay disposava d'un col·legi d'educació secundària amb 587 alumnes.

## Poblacions més properes
El següent diagrama mostra les poblacions més properes.